# Le Pecq
Le Pecq – miejscowość i gmina we Francji, w regionie Île-de-France, w departamencie Yvelines. Przez miejscowość przepływa Sekwana. 
Według danych na rok 1990 gminę zamieszkiwało 17 006 osób, a gęstość zaludnienia wynosiła 5988 osób/km² (wśród 1287 gmin regionu Île-de-France Le Pecq plasuje się na 173. miejscu pod względem liczby ludności, natomiast pod względem powierzchni na miejscu 823.).

## Współpraca
Miejscowości partnerskie:
- Aranjuez, Hiszpania
- Barnes, Wielka Brytania
- Hennef (Sieg), Niemcy